# Saint-Maurice-Montcouronne
 Saint-Maurice-Montcouronne  es una población y comuna francesa, ubicada en la región de Isla de Francia, departamento de Essonne, en el distrito de Étampes y cantón de Saint-Chéron.

## Demografía
| 273 | 320 | 715 | 917 | 1279 | 1360 |
| Para los censos de 1962 a 1999 la población legal corresponde a la población sin duplicidades (Fuente: INSEE [Consultar]) |     |     |     |      |      |